# ساویل
ساویل (به انگلیسی: Saville) یک رمان نوشته دیوید استوری نویسنده اهل بریتانیا است که در سال ۱۹۷۶ منتشر و موفق شد همان سال برنده جایزه ادبی من بوکر شود.

## خلاصه داستان
طرح داستان دربارهٔ زندگی یک پسر به نام کالین، اهل یورک‌شر در شمال انگلستان، است و در یک دهکده معدن‌کاری زغال‌سنگ واقع در روستای ساکتسون در دوران جنگ جهانی دوم و سالهای پس از جنگ روایت می‌شود.